# Teri Reeves
Pour les articles homonymes, voir Reeves.
Teri Reeves (née Kretz), née le 14 juillet 1981 à Bay Area (Californie), est une actrice américaine.

## Biographie
Teri Reeves est née dans le nord de la Californie, mais a déménagé plusieurs fois dans sa vie. Elle a vécu à Houston (Texas) puis à Grand Rapids (Michigan) avant de revenir en Californie, à Santa Barbara et San Diego. Elle réside maintenant à Los Angeles.

## Carrière
Le désir de Teri Reeves de devenir actrice a commencé alors qu'elle était une jeune fille et qu'elle regardait Katharine Hepburn dans The Philadelphia Story. Elle a commencé à fréquenter l'université de Santa Barbara en tant que diplômée en mathématiques, mais a décidé de passer une audition pour le programme de théâtre et a été acceptée. Elle a étudié dans le programme BFA à l'université de Santa Barbara et le programme MFA à l'université de San Diego.

## Filmographie
Sauf indication contraire, les informations mentionnées dans cette section peuvent être confirmées par la base de données cinématographiques IMDb,  présente dans la section « Liens externes ».

### Cinéma
- 2011 : Deadline : Linda
- 2014 : Tentacle 8 : Belle
- 2014 : 10 Year Plan : Diane
- 2017 : Black Site Delta : Vázquez
- 2017 : Furthest Witness : Helena
- 2018 : Island Zero : Lucy

### Télévision

#### Années 2000
- 2008 : Numbers : technicienne de police (1 épisode)
- 2008-2010 : Des jours et des vies : Delilah/baby-sitter/Kelsey (3 épisode)
- 2009 : Forgotten : Jane Doe/Ashley Kemp (1 épisode)
- 2009-2010 : Three Rivers : Alicia Wilson (4 épisodes)

#### Années 2010
- 2010 : Undercovers : Fiona Cullen (1 épisode)
- 2010 : Médium : Monica Janeway (1 épisode)
- 2010 : Leçons sur le mariage : Janine (1 épisode)
- 2011 : Hôpital central : Megan McKenna (4 épisodes)
- 2011 : Leap Year : Anne (1 épisode)
- 2012 : Battleground : KJ Jameson (13 épisodes)
- 2012-2013 : Chicago Fire : Hallie Thomas (11 épisodes)
- 2013 : NCIS : Los Angeles : Antonia Prieto (1 épisode)
- 2013 : NCIS : Enquêtes spéciales : Dana Robbins (1 épisode)
- 2013 : Scandal : Kate (1 épisode)
- 2013 : Castle : Miranda Vail (1 épisode)
- 2015 : Grey's Anatomy : Rory (1 épisode)
- 2016 : Once Upon a Time : Dorothy Gale (saison 5, récurrent)
- 2019 : Broken Sidewalk : Pepper (saison 1, récurrent)
- 2019 : The Punisher : Marlena Olin (3 épisodes)

#### Années 2020
- 2021 : Lucifer : Colonel O'Brien (1 épisode)